# Busto de Robert D. Orr
El busto de Robert D. Orr (inglés: Bust of Robert D. Orr) es una obra de arte público realizada por el artista estadounidense Don Ingle, ubicada en la Casa del Estado de Indiana de la ciudad de Indianápolis, capital del estado de Indiana (Estados Unidos). El busto es una escultura en bronce del político Robert D. Orr, gobernador número 45 de Indiana. Creado en 1987, el busto fue un regalo del capítulo de Rotary International de Evansville, Indiana. El busto mide 30 x 21 x 15 pulgadas, 76.2 x 53.34 x 38.1 cm. 
El busto de bronce es una 1.5 en escala del retrato de Robert D. Orr de la mitad del pecho y por encima. El busto es de bronce con una parte de cera y fue creado con el método de fundición a la cera perdida.